# Conrady – Indywidualności Morskie

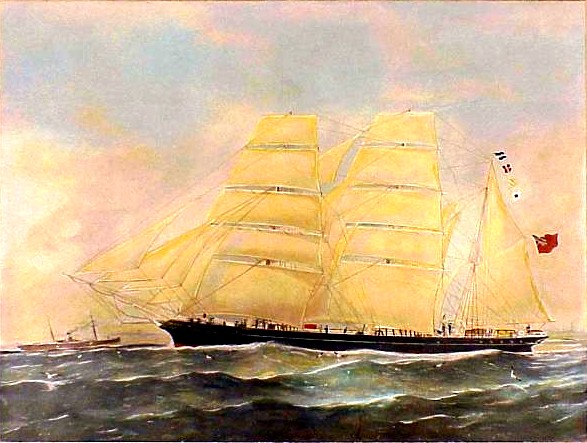
Bark „Otago” – obraz z okładki książki Josepha Conrada, „Zwierciadło morza”

Conrady – Indywidualności Morskie – nagroda za osiągnięcia w dziedzinie żeglarstwa, kultury morskiej, nauki (m.in. oceanografia, biologia morza, geologia morza), gospodarki morskiej (m.in. transport i żegluga morska, obszary morskie i porty morskie, ochrona środowiska morskiego) i popularyzacji problematyki morskiej; jest wręczana ludziom morza z całego świata.
Organizatorami są: Bałtyckie Bractwo Żeglarzy, Fundacja Morza „Zejman”, Narodowe Muzeum Morskie w Gdańsku, Polski Związek Żeglarski (Pomorski Okręgowy Związek Żeglarski), Bractwo Wybrzeża (Mesa Gdańska Kaprów Polskich). Laurem nagrody jest wykonana z brązu statuetka Josepha Conrada Korzeniowskiego. Polski Związek Żeglarski dodatkowo nagradza najlepszy w danym roku rejs pomorskich żeglarzy, wręczając „Nagrodę imienia Conrada”. „Conradom” patronuje Janusz Lewandowski, członek honorowy klubu.
Pierwsza uroczystość wręczania „Conradów” odbyła się w roku 1997 z okazji millenium miasta Gdańska. W latach 1999–2012 wręczono 93 statuetki. Wśród nagrodzonych są m.in. król Norwegii Harald V (Conrad 2003), podróżnik Thor Heyerdahl (Conrad 2002), żeglarz Éric Tabarly (Conrad 2001).
O przyznaniu nagrody decyduje głosowanie. Nagroda jest przyznawana tym kandydatom, którzy otrzymują poparcie co najmniej połowy uczestników głosowania, do którego są zapraszani dotychczasowi laureaci. W roku 2013 głosowało 36 jurorów z kraju i z zagranicy (spośród 56 zaproszonych); „Conrady” wręczono ośmiu osobom. Uroczystość odbyła się 2 marca w Centralnym Muzeum Morskim w Gdańsku.

## Lista wyróżnionych nagrodą „Conrady – Indywidualności Morskie”[2][3][4][a]
Rok 1999
1. Andrzej Jankowski – Polska
2. Małgorzata Kmita – Polska
3. Wojciech Kmita – Polska
4. Andrzej Piotrowski – USA
5. Artur Żebrowski – USA
Rok 2000
6. Hannu Aitalaakso – Szwecja
7. Tomasz Chodnik – Polska
8. Andrzej Czechowicz – Polska
9. Mateusz Kusznierewicz – Polska
10. Jerzy Knabe – Wielka Brytania
11. Janusz Kurbiel – Francja
12. Arkadiusz Pawełek – Polska
13. Zbigniew Szafranowicz – Niemcy
14. Hubert Terentiew – Polska
Rok 2001
15. Krzysztof Bussold – Polska
16. Aleksander Doba – Polska.
17. Jerzy Kuliński – Polska
18. Maciej Polański – Polska
19. Jerzy Różański – Polska
20. Eric Tabarly – Francja
Rok 2002
21. Krzysztof Baranowski – Polska
22. Aleksander Bereśniewicz – Polska
23. Waldemar Heisler – Polska
24. Thor Heyerdahl – Norwegia
25. Geronimo Saint-Martin – Argentyna
26. Jerzy Wąsowicz – Polska
Rok 2003
27. Michael Devonshire – Wielka Brytania
28. Harald V król Norwegii – Norwegia
29. John Hughes – Kanada
30. Jerzy Kuliński – Polska
31. Roman Paszke – Polska
Rok 2004
32. Dariusz Bogucki – Polska
33. Bolesław Kowalski – Polska.
34. Andrzej Urbańczyk – Polska
Rok 2005
35. Krystyna Chojnowska-Liskiewicz – Polska
36. Wolf Rudiger Janzen – Niemcy
37. Ludomir Mączka – Polska
38. Henryk Wolski – Polska
Rok 2006
39. Bolesław Mazurkiewicz – Polska
40. Bogdan Piskorski – Polska
41. Jerzy Porębski – Polska
42. Urszula Szymańda – Polska
43. Józef Szymańda – Polska
Rok 2007
44. Jan Sauer – Polska
45. Zygmunt Choreń – Polska
46. Edward Kinas – Polska
47. Jarosław Kaczorowski – Polska
48. Robert Krasowski – USA
49. Jerzy Litwin – Polska
50. Maciej Roszkowski – Polska
51. Leszek i Elżbieta Sysakowie – Polska
Rok 2008
52. Jose Azevedo – Portugalia
53. Jose Henerique Gonsalves Azevedo – Portugalia
54. Andrzej Drapella – Polska
55. Marian Kula – Polska
56. Andrzej Radomiński – Polska
57. Jerzy Radomski – Polska
58. Andrzej Sochaj – Polska
59. Piotr Soyka – Polska
Rok 2009
60. Michał (Michael) Bogusławski – Kanada
61. Henryk Gardziewicz – Polska
62. Eugeniusz Koczorowski – Polska
63. Joanna Pajkowska – Polska
64. Krzysztof Paul – Polska
65. Tomasz Sobieszczański – Polska
66. Henryk Strzelecki – Wielka Brytania
Rok 2010
67. Tadeusz Jabłoński – Polska
68. Wojciech Jacobson – Polska
69. Wincenty Kościelecki – Polska
70. Michał May-Majewski – Polska
71. Zygmunt Śmigielski – Polska
Rok 2011
72. Maciej Dowhyluk – Polska
73. Malcolm Hill – Wielka Brytania
74. Henryk Jaskuła – Polska
75. Janusz Kędzierski – USA
76. Patrick Lee – USA
77. Bohdan Sienkiewicz – Polska
78. Roman Woźniak – Polska
Rok 2012
79. Gerard D’Aboville – Francja
80. Zenon Gralak – Polska
81. Zbigniew Gutkowski – Polska
82. Richard Konkolski – Czech
83. Andrzej Królikowski – Polska
84. Andrzej Plewik – Polska
85. Andrzej Starzec – Polska
86. Aleksander Kaszowski – Polska
Rok 2013
87. Mariusz Koper – Polska
88. Wojciech Kot – Polska
89. Jerzy Kuśmider – Kanada
90. Zbigniew Puchalski – Australia
91. Andrzej Straburzyński – Polska
92. Zbigniew Szpetulski i Teresa Szpetulska – Polska
93. Władysław Wagner – Polska
Rok 2014
94. Czesław Dyrcz – Polska
95. Włodzimierz Grycner – Polska
96. Grzegorz Haremza – Polska
97. Rudolf Krautschneider – Czechy
98. Maciej Sodkiewicz – Polska
99. Krzysztof Zawalski – Polska
100. Janusz Zbierajewski – Polska